# Lonely
Lonely (englisch für „einsam“) ist ein Lied des deutsch-ghanaischen Rappers Nana. Der Song ist die zweite Singleauskopplung seines Debütalbums Nana und wurde am 7. April 1997 veröffentlicht. Der Refrain und weitere Teile des Tracks werden von Alex Prince, Jan van der Toorn und Mazaya gesungen, die nicht offiziell als Featuring angegeben sind.

## Inhalt
Lonely handelt von einer Person, die sich sehr einsam und allein fühlt. Nana rappt dabei aus der Perspektive des lyrischen Ichs über Lügen und Verrat. Früher habe man zusammengehalten und sich ewige Treue geschworen, doch heute erkenne er, wer „fake“ sei. In seiner Verzweiflung wendet er sich an Gott, bittet ihn um Hilfe und betont, dass er sich vor nichts fürchte. Trotz aller Feinde werde er seinen Weg gehen und zum Licht finden.

“I am lonely, lonely, lonely

I am lonely, lonely in my life

I am lonely, lonely, lonely

God help me, help me to survive!”

## Produktion
Der Song wurde von den Musikproduzenten Bülent Aris und Toni Cottura produziert. Beide fungierten neben Nana Abrokwa auch als Autoren des Stücks.

## Musikvideo
Bei dem zu Lonely gedrehten Musikvideo führte Patric Ullaeus Regie. Es verzeichnet auf YouTube über 47 Millionen Aufrufe (Stand: Dezember 2022). Zu Beginn geht Nana, in Ketten gelegt, eine Treppe hinunter in eine Gefängniszelle. Den Rest des Songs rappt er in der leicht beleuchteten Zelle, während zwischendurch FBI-Dokumente über den Rapper sowie Mugshots von ihm zu sehen sind. Auch Jan van der Toorn spielt im Video mit und wird während seines Gesangsteils ebenfalls verhaftet. Gegen Ende sprengt eine unbekannte Person ein Loch in die Gefängniszelle, durch das Nana fliehen kann.

## Single

### Covergestaltung
Das Singlecover zeigt Nanas Gesicht in Nahaufnahme, das vom Licht angestrahlt wird und den Betrachter mit ernstem Blick ansieht. Links unten im Bild stehen die weißen Schriftzüge Nana und Lonely sowie Nanas Logo – ein N, das von einem Sechseck umgeben ist – auf schwarzem Hintergrund.

### Titelliste
1. Lonely (Radio Mix) – 3:51
2. Lonely (Extended Mix) – 6:21
3. Lonely (Club Remix) (14-Tage-Lebenslänglich-Mix) – 5:17

### Chartplatzierungen
Lonely stieg am 21. April 1997 auf Platz sieben in die deutschen Singlecharts ein und erreichte drei Wochen später die Chartspitze, an der es sich fünf Wochen halten konnte. Insgesamt hielt sich der Song 20 Wochen lang in den Top 100, davon zwölf Wochen in den Top 10. Darüber hinaus platzierte sich der Titel für fünf Wochen auch an der Chartspitze der Airplaycharts, wo es zugleich der einzige einheimische Nummer-eins-Hit im Kalenderjahr 1997 war. Ebenfalls Rang eins belegte die Single in der Schweiz, während sie in Österreich Position zwei und in Norwegen Platz drei erreichte. In den deutschen Single-Jahrescharts 1997 belegte das Lied Rang sieben.
| ChartsChartplatzierungen | Höchstplatzierung | Wochen |
| ------------------------ | ----------------- | ------ |
| Deutschland (GfK)        | 1 (20 Wo.)        | 20     |
| Österreich (Ö3)          | 2 (12 Wo.)        | 12     |
| Schweiz (IFPI)           | 1 (18 Wo.)        | 18     |

| ChartsJahrescharts (1997) | Platzierung |
| ------------------------- | ----------- |
| Deutschland (GfK)         | 7           |
| Österreich (Ö3)           | 38          |
| Schweiz (IFPI)            | 23          |

### Verkaufszahlen und Auszeichnungen
Lonely erhielt noch im Erscheinungsjahr in Deutschland für mehr als 500.000 Verkäufe eine Platin-Schallplatte. Damit ist es Nanas kommerziell erfolgreichstes Lied und zählt zu den meistverkauften Rapsongs in Deutschland.

| Land/Region        | Auszeichnungen für Musikverkäufe (Land/Region, Auszeichnung, Verkäufe) | Verkäufe |
| ------------------ | ---------------------------------------------------------------------- | -------- |
| Deutschland (BVMI) | Platin                                                                 | 500.000  |
| Insgesamt          | 1× Platin ·                                                            | 500.000  |